# Agnosphitys
Agnosphitys cromhallensis ist ein zweibeiniger, fleischfressender Archosaurier aus der späten Trias von England. In der offiziellen Beschreibung vertreten die Beschreiber die These, Agnosphitys, die Herrerasauridae sowie Eoraptor seien, entgegen der allgemeinen Meinung, keine Dinosaurier, sondern nur eine Nebengruppe. Heute werden sie jedoch innerhalb der Dinosauriergruppe der Saurischia eingeordnet. 
Der Gattungsname setzt sich aus den griechischen Wörtern an = nicht, gnosis = Wissen, phylon = Rasse zusammen, das Artepitheth ist nach seinem Fundort, dem Cromhall Quarry of Avon, England, benannt. 
Das Holotyp-Material (VMNH 1745) bildet ein im Jahr 1990 im Cromhall Quarry entdeckter linker Ilium (Darmbein). Weiteres Material aus derselben Fundstelle wurde ebenfalls diesem Tier zugeschrieben, darunter sind die linke Maxilla (Oberkiefer), mehrere Astragalus (Sprungbein), ein Humerus (Oberarmknochen) sowie Zähne. 
Die zeitliche Einordnung ist noch unsicher, wahrscheinlich stammen die Funde aus dem Norium und dem Rhaetium. 
Agnosphitys wurde nicht länger als drei Meter. 